# Verdadeiro self e falso self

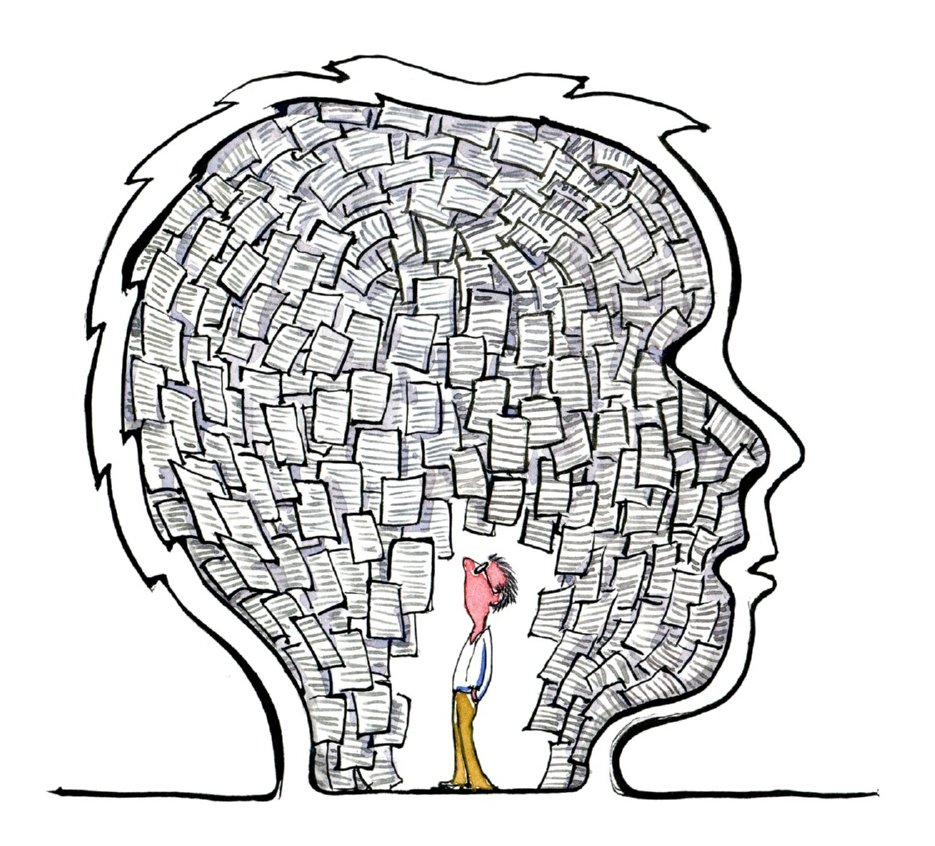

Verdadeiro self (também conhecido como self real, self autêntico , self original e vulnerável self ) e  falso self (também conhecido como, self idealizado, self superficial e pseudo self ) são conceitos psicológicos, originalmente introduzidos na psicanálise em 1960 por Donald Winnicott . Winnicott usou o verdadeiro self para descrever um senso de si baseado na experiência espontânea autêntica e na sensação de estar vivo, tendo um self real. O falso self, por outro lado, Winnicott via como uma fachada defensiva,  que, em casos extremos, poderia deixar seus detentores sem espontaneidade e se sentindo mortos e vazios, atrás de uma mera aparência de ser real.
Os conceitos são freqüentemente usados em conexão com o narcisismo. 

## Características
Winnicott via o verdadeiro self como enraizado desde a primeira infância na experiência de estar vivo, como o bombeamento de sangue e respiração pulmonar - o que Winnicott chamava simplesmente de ser/existir. A partir disso, o bebê cria a experiência de um senso de realidade, um sentimento de que vale a pena viver. Os gestos espontâneos e não verbais do bebê derivam desse sentido instintivo  e, se respondidos pela mãe, tornam-se a base para o desenvolvimento contínuo do verdadeiro self.
No entanto, quando o que Winnicott teve o cuidado de descrever como Parentalidade suficientemente boa - ou seja, não necessariamente perfeita!  - não existia, a espontaneidade do bebê corria o risco de ser invadida pela necessidade de cumprimento dos desejos / expectativas dos pais. O resultado para Winnicott pode ser a criação do que ele chamou de falso self, onde "as expectativas de outras pessoas podem se tornar de suprema importância, sobrepondo ou contradizendo o senso original de si, aquele ligado às raízes do próprio ser". O perigo que ele viu foi que "através desse falso self, o bebê constrói um conjunto falso de relacionamentos e, por meio de introjeções, chega a mostrar que é real" , enquanto na verdade apenas oculta um vazio estéril por trás de uma fachada de aparência independente.
O perigo era particularmente grave quando o bebê tinha que fornecer sintonização para a mãe / pais, em vez de o contrário, construindo uma espécie de reconhecimento dissociado do objeto de maneira impessoal, não pessoal e espontânea. Mas enquanto um falso self patológico sufocava os gestos espontâneos do verdadeiro self em favor de uma imitação sem vida, Winnicott, no entanto, considerava de vital importância a prevenção de algo pior: a experiência aniquiladora da exploração do próprio verdadeiro self oculto.

## Precursores
Havia muita coisa na teoria psicanalítica sobre a qual Winnicott poderia desenhar seu conceito de falso self. Helene Deutsch havia descrito "como se fosse" personalidades, com seus pseudo-relacionamentos substituindo os reais. A analista de Winnicott, Joan Riviere, havia explorado o conceito de disfarce do narcisista - concordância superficial que oculta uma sutil luta oculta pelo controle. A própria teoria tardia de Freud do ego como produto das identificações  chegou perto de vê-lo apenas como um falso self; enquanto a distinção verdadeira / falsa de Winnicott também foi comparada à "falha básica" de Michael Balint e à noção de "ego comprometido" de Ronald Fairbairn .
Erich Fromm, em seu livro O medo à liberdade, distinguia entre o self original e o pseudo-self - a inautenticidade desse último é uma maneira de escapar da solidão da liberdade; enquanto muito ante o existencialista Kierkegaard havia afirmado que "querer ser aquele que realmente é, é de fato o oposto do desespero" - o desespero de escolher "ser outro que não ele".
Karen Horney, em seu livro de 1950, Neurose e crescimento humano, baseou sua ideia de "verdadeiro self" e "falso self" na visão do auto-aperfeiçoamento, interpretando-o como self real e self ideal, com o  real sendo o que atualmente é o que o ser pode tornar. (Veja também Karen Horney §   Teoria do eu ).

## Desenvolvimentos posteriores
No último meio século, as idéias de Winnicott foram estendidas e aplicadas em uma variedade de contextos, tanto na psicanálise quanto fora dela.

### Kohut
Kohut estendeu o trabalho de Winnicott em sua investigação do narcisismo, vendo os narcisistas desenvolvendo uma armadura defensiva em torno de seu interior danificado. Ele considerou menos patológico se identificar com os remanescentes danificados do eu do que obter coerência através da identificação com uma personalidade externa à custa da própria criatividade autônoma.

### Lowen
Alexander Lowen identificou os narcisistas como tendo um verdadeiro, falso e um superficial self. O falso self repousa na superfície, como o eu apresentado ao mundo. Contrasta com o verdadeiro eu, que reside atrás da fachada ou imagem. Esse verdadeiro self é o eu do sentimento, mas para o narcisista, o eu do sentimento deve ser oculto e negado. Como o self superficial representa submissão e conformidade, o eu interior ou verdadeiro é rebelde e zangado. Essa rebelião e raiva subjacentes nunca podem ser totalmente suprimidas, pois são uma expressão da força da vida nessa pessoa. Mas por causa da negação, ela não pode ser expressa diretamente. Em vez disso, aparece na atuação do narcisista. E isso pode se tornar uma força perversa.

### Masterson
James F. Masterson argumentou que todos os transtornos de personalidade envolvem crucialmente o conflito entre os dois eus de uma pessoa: o falso self, que a criança muito jovem constrói para agradar a mãe e o verdadeiro self. A psicoterapia dos transtornos de personalidade é uma tentativa de colocar as pessoas em contato novamente com seu verdadeiro self.

### Symington
Symington desenvolveu o contraste de Winnicott entre o verdadeiro e o falso self para cobrir as fontes de ação pessoal, contrastando uma fonte de ação autônoma e uma discordante - a última extraída da internalização de influências e pressões externas. Assim, por exemplo, os sonhos dos pais de auto-glorificação por meio das realizações de seus filhos podem ser internalizados como uma fonte de ação discordante e alienígena. Symington enfatizou, no entanto, o elemento intencional do indivíduo em abandonar o eu autônomo em favor de um falso self ou de uma máscara narcísica - algo que ele considerou que Winnicott ignorou.

### Vaknin
Como parte do que foi descrito como uma missão pessoal pelo narcisista confessado e autor Sam Vaknin para elevar o perfil da condição. Vaknin destacou o papel do falso eu no narcisismo. O falso eu substitui o verdadeiro eu do narcisista e pretende protegê-lo de ferimentos e ferimentos narcísicos por auto-imputar o narcisismo. O narcisista finge que seu falso self é real e exige que os outros afirmem essa confusão, enquanto isso mantém seu verdadeiro self imperfeito em segredo.
Para Vaknin, o falso self é de longe muito mais importante para o narcisista do que seu verdadeiro eu dilapidado e disfuncional; e, em contraste com os psicanalistas, ele não acredita na capacidade de ressuscitá-lo através da terapia.

### Moleiro
Alice Miller adverte cautelosamente que uma criança / paciente pode não ter um  verdadeiro self formado, esperando atrás da fachada do falso self; como resultado à libertar o verdadeiro self, não é tão simples quanto a imagem winnicottiana da borboleta emergindo de seu casulo. Se um verdadeiro self puder ser desenvolvido, no entanto, ela considera que a grandiosidade vazia do falso self poderia dar lugar a um novo senso de vitalidade autônoma.

### Orbach: corpos falsos
Susie Orbach via o falso self como um superdesenvolvimento (sob pressão dos pais) de certos aspectos do eu à custa de outros aspectos - de todo o potencial do eu - produzindo assim uma desconfiança permanente do que emerge espontaneamente do próprio indivíduo . Orbach prosseguiu estendendo o relato de Winnicott de como a falha ambiental pode levar a uma divisão interior da mente e do corpo, modo a cobrir a ideia do corpo falso - o senso falsificado do próprio corpo. Orbach viu o corpo falso feminino em particular como construído sobre identificações com os outros, à custa de um senso interno de autenticidade e confiabilidade. Quebrar um sentido do corpo monolítico, mas falso, no processo de terapia pode permitir o surgimento de uma série de sentimentos corporais autênticos (mesmo que muitas vezes dolorosos) no paciente.

### Persona junguiana
Os junguianos exploraram a sobreposição entre o conceito de persona de Jung e o falso self de Winnicott; mas, embora observando semelhanças, considere que apenas a pessoa mais rigidamente defensiva se aproxima do status patológico do falso eu.

### O eu tripartido de Stern
Daniel Stern considerou o senso de "continuar/estar sendo" de Winnicott como constitutivo do eu pré-verbal central. Ele também explorou como a linguagem poderia ser usada para reforçar um falso senso de si mesmo, deixando o verdadeiro self linguisticamente opaco e desaprovado. Ele terminou, no entanto, propondo uma divisão tripla entre o social, o privado e o negado.

## Críticas
Neville Symington criticou Winnicott por não integrar sua falsa percepção de si à teoria do ego e do id . Da mesma forma, analistas continentais como Jean-Bertrand Pontalis fizeram uso do verdadeiro/falso self como uma distinção clínica, mantendo reservas sobre seu status teórico.
O filósofo Michel Foucault discordou mais amplamente do conceito de um verdadeiro self, sob o argumento anti-essencialista que o eu era uma construção - algo que era preciso evoluir através de um processo de subjetivação, uma estética da auto-formação, e não simplesmente uma espera a ser descoberto: "precisamos nos criar como uma obra de arte".

## Exemplos literários
- O Morro dos Ventos Uivantes foi interpretado em termos da luta do verdadeiro self para romper a sobreposição convencional.[47]
- No romance, Eu nunca te prometi um jardim de rosas, a heroína viu sua personalidade externa como um mero fantasma de uma semelhança, atrás da qual seu verdadeiro self se escondia cada vez mais completamente.[48]
- A poesia de Sylvia Plath foi interpretada em termos do conflito entre o verdadeiro e o falso self.[49]